# جوزيف وارد (عالم فلك)
جوزيف وارد (بالإنجليزية: Joseph Thomas Ward)‏ هو عالم فلك نيوزيلندي، ولد في 1862، وتوفي في 1927.